# Comunicação interventricular

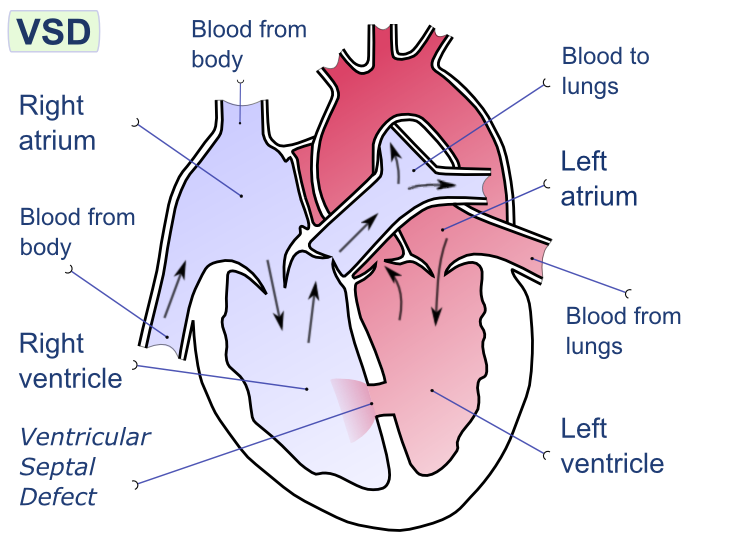
Esquema de um coração com CIV

Comunicação interventricular (CIV) é uma cardiopatia caracterizada por uma abertura na parede que separa os dois ventrículos,  o septo interventricular. Dependendo do tamanho da abertura, a anomalia pode não afetar a criança e se corrigir sozinha, porém, se for muito grande, deverá ser corrigida cirurgicamente.